# Stato di Aden
Lo Stato di Aden (in arabo: ولاية عدن Wilayat ʿAdan) fu un paese membro della Federazione dell'Arabia Meridionale. In seguito alla sua istituzione il 18 gennaio 1963 Sir Charles Hepburn Johnston si dimise dal ruolo governatore di Aden.
Nonostante le speranze riposte nella Federazione, l'insurrezione di Aden si intensificò e accelerò la fine della presenza britannica nel territorio. Gli inglesi lasciarono definitivamente Aden alla fine del novembre 1967.
Lo Stato di Aden divenne, come gli altri Stati monarchici autonomi, parte della Repubblica Democratica Popolare dello Yemen il 30 novembre 1967, senza entrare nel Commonwealth.

## Storia
Per risolvere molti dei problemi che la colonia di Aden aveva affrontato, oltre che per continuare il processo di autodeterminazione che accompagnava lo smantellamento dell'Impero britannico, fu proposto che la colonia di Aden dovesse formare una federazione con gli stati monarchici semi-indipendenti. Si sperava così di calmare le richieste di indipendenza della popolazione araba, pur mantenendo il controllo britannico degli affari esteri e la presenza della compagnia petrolifera British Petroleum.
Il federalismo venne proposto per primo dai ministri sia della colonia che dei protettorati. Tale fusione veniva considerata benefica in termini di economia, razza, religione e lingue. Tuttavia, il passo fu illogico in termini di nazionalismo arabo, perché venne intrapreso poco prima delle elezioni imminenti, contro la volontà degli arabi di Aden, in particolare di molti sindacati.
Un ulteriore problema era l'enorme disparità di sviluppo politico; a quel tempo infatti la colonia di Aden colonia era lungo la strada per l'autogoverno e secondo il parere di alcuni dissidenti, la fusione politica con gli stati monarchici autocratici e arretrati fu un passo nella direzione sbagliata.
Nel consiglio della federazione, l'ex colonia di Aden aveva ventiquattro seggi, mentre ciascuno degli undici sultanati dell'ex protettorato di Aden ne aveva sei. La Federazione nel suo complesso avrebbe ricevuto aiuti finanziari e militari da parte del Regno Unito.

### Emergenza di Aden

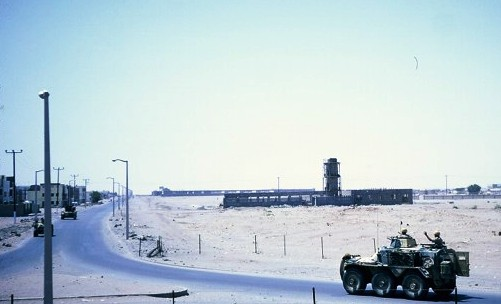
Un Saracen di pattuglia ad Aden nel 1966.

Molti dei problemi che Aden aveva come colonia non migliorarono come stato federato. Nella nuova Federazione l'Aden Trade Union Congress (ATUC) ebbe una grande influenza nella nuova assemblea.
Tuttavia, il giorno dopo l'adesione di Aden alla proposta di Federazione, Muhammad al-Badr, re dello Yemen fu deposto e ne seguì una guerra civile tra le forze sostenute da Gamal Abd el-Nasser, come il Fronte di Liberazione Nazionale e le forze monarchiche sostenute dall'Arabia Saudita e dal Regno Unito. I disordini interni proseguirono e si intensificarono, portando il 10 dicembre 1963 alla dichiarazione di emergenza in tutto lo Stato di Aden.
Altro evento del conflitto che continuava a diffondersi in tutta la regione fu la battaglia del cratere, che portò il tenente colonnello Colin Campbell Mitchell (AKA. "Mad Mitch") alla ribalta. Il 20 giugno 1967 ci fu un ammutinamento nell'esercito della Federazione, che si diffuse anche alla polizia. L'ordine venne restaurato dagli inglesi, grazie soprattutto agli sforzi del 1º Battaglione Argyll e Sutherland Highlanders, sotto il comando del tenente colonnello Mitchell.
Tuttavia, gli attacchi mortali della guerriglia contro le forze britanniche, in particolare da parte del filo-egiziano Fronte di Liberazione Nazionale, presto ricominciarono in tutta la loro intensità. La presenza britannica si concluse definitivamente con la partenza delle truppe britanniche. Il ritiro venne effettuato prima di quanto era stato previsto dal primo ministro britannico Harold Wilson e lasciò lo Stato senza un accordo sul governo successivo. Infine, i nemici dello Stato di Aden e della Federazione riuscirono a prendere il potere.
Il 30 novembre 1967 lo Stato di Aden, assieme all'intera Federazione, divenne parte della Repubblica Democratica Popolare dello Yemen. In linea con gli altri territori arabi ex britannici in Medio Oriente, lo Stato indipendente non aderì al Commonwealth britannico. Tuttavia, la moneta nazionale rimase agganciata alla sterlina britannica con un cambio di 1 a 1 fino al 1972.